# Campionat d'Europa de bàsquet masculí de 1969
L'edició XVI del Campionat d'Europa de bàsquet masculí se celebrà a Itàlia del 27 de setembre al 5 d'octubre del 1969. El campionat es disputà a dues seus (Caserta i Nàpols) i comptà amb la participació de 12 seleccions nacionals.

## Grups
Els dotze equips participants foren dividits en dos grups de la forma següent:
| Grup A         | Grup B         |
| -------------- | -------------- |
| Bulgària       | Israel         |
| Grècia         | Itàlia         |
| Iugoslàvia     | Polònia        |
| Suècia         | Romania        |
| Unió Soviètica | Espanya        |
| Hongria        | Txecoslovàquia |

## Primera fase

### Grup A
| Equip          | J | G | P | T+  | T-  | DT   | PTS |
| -------------- | - | - | - | --- | --- | ---- | --- |
| Iugoslàvia     | 5 | 5 | 0 | 447 | 282 | +165 | 10  |
| Unió Soviètica | 5 | 4 | 1 | 415 | 308 | +107 | 9   |
| Bulgària       | 5 | 3 | 2 | 359 | 363 | -4   | 8   |
| Hongria        | 5 | 2 | 3 | 335 | 380 | -45  | 7   |
| Grècia         | 5 | 1 | 4 | 338 | 400 | -62  | 6   |
| Suècia         | 5 | 0 | 5 | 312 | 473 | -161 | 5   |

#### Resultats[2]
| Data     | Partit         | Partit | Partit         | Resultat |
| -------- | -------------- | ------ | -------------- | -------- |
| 27.09.69 | Iugoslàvia     | -      | Grècia         | 98-62    |
| 27.09.69 | Hongria        | -      | Unió Soviètica | 63-95    |
| 27.09.69 | Bulgària       | -      | Suècia         | 87-70    |
| 28.09.69 | Bulgària       | -      | Hongria        | 66-65    |
| 28.09.69 | Suècia         | -      | Iugoslàvia     | 43-115   |
| 28.09.69 | Grècia         | -      | Unió Soviètica | 63-83    |
| 29.09.69 | Unió Soviètica | -      | Suècia         | 91-47    |
| 29.09.69 | Grècia         | -      | Hongria        | 58-59    |
| 29.09.69 | Iugoslàvia     | -      | Bulgària       | 76-60    |
| 01.10.69 | Hongria        | -      | Iugoslàvia     | 56-85    |
| 01.10.69 | Unió Soviètica | -      | Bulgària       | 85-62    |
| 01.10.69 | Grècia         | -      | Suècia         | 88-76    |
| 02.10.69 | Bulgària       | -      | Grècia         | 84-67    |
| 02.10.69 | Unió Soviètica | -      | Iugoslàvia     | 61-73    |
| 02.10.69 | Suècia         | -      | Hongria        | 76-92    |

Tots els partits es disputaren a Caserta

### Grup B
| Equip          | J | G | P | T+  | T-  | DT  | PTS |
| -------------- | - | - | - | --- | --- | --- | --- |
| Txecoslovàquia | 5 | 5 | 0 | 397 | 334 | +63 | 10  |
| Polònia        | 5 | 3 | 2 | 349 | 380 | -31 | 8   |
| Itàlia         | 5 | 3 | 2 | 334 | 299 | +35 | 8   |
| Espanya        | 5 | 2 | 3 | 359 | 385 | -26 | 7   |
| Romania        | 5 | 2 | 3 | 365 | 361 | +4  | 7   |
| Israel         | 5 | 0 | 5 | 381 | 426 | -45 | 5   |

#### Resultats
| Data     | Partit         | Partit | Partit         | Resultat |
| -------- | -------------- | ------ | -------------- | -------- |
| 27.09.69 | Itàlia         | -      | Espanya        | 65-53    |
| 27.09.69 | Israel         | -      | Polònia        | 78-92    |
| 27.09.69 | Txecoslovàquia | -      | Romania        | 72-70    |
| 28.09.69 | Txecoslovàquia | -      | Israel         | 90-82    |
| 28.09.69 | Romania        | -      | Itàlia         | 62-74    |
| 28.09.69 | Polònia        | -      | Espanya        | 79-78    |
| 29.09.69 | Romania        | -      | Israel         | 75-74    |
| 29.09.69 | Itàlia         | -      | Polònia        | 54-55    |
| 29.09.69 | Espanya        | -      | Txecoslovàquia | 60-97    |
| 01.10.69 | Romania        | -      | Espanya        | 63-78    |
| 01.10.69 | Israel         | -      | Itàlia         | 66-79    |
| 01.10.69 | Polònia        | -      | Txecoslovàquia | 60-75    |
| 02.10.69 | Polònia        | -      | Romania        | 63-95    |
| 02.10.69 | Itàlia         | -      | Txecoslovàquia | 62-63    |
| 02.10.69 | Espanya        | -      | Israel         | 90-81    |

Tots els partits es disputaren a Nàpols

## Fase final

### Eliminatòries del 1r al 4t lloc
|  | Semifinals     | Semifinals     |    |             | Final          | Final |
|  |                |                |    |             |                |       |
|  | 4 d'octubre    |                |    |             |                |       |
|  | Iugoslàvia     | 76             |    |             |                |       |
|  | Polònia        | 74             |    |             |                |       |
|  |                |                |    |             |                |       |
|  |                |                |    |             | 5 d'octubre    |       |
|  |                |                |    |             | Iugoslàvia     | 72    |
|  |                | Unió Soviètica | 81 |             |                |       |
|  |                |                |    |             |                |       |
|  |                |                |    |             |                |       |
|  |                |                |    |             | Tercer lloc    |       |
|  | 4 d'octubre    | 4 d'octubre    |    | 5 d'octubre | 5 d'octubre    |       |
|  | Txecoslovàquia | 69             |    | Polònia     | 75             |       |
|  | Unió Soviètica | 83             |    |             | Txecoslovàquia | 77    |

### Eliminatòries del 5è al 8è lloc
|  | Semifinals  | Semifinals  |    |             | Final       | Final |
|  |             |             |    |             |             |       |
|  | 4 d'octubre |             |    |             |             |       |
|  | Bulgària    | 75          |    |             |             |       |
|  | Espanya     | 78          |    |             |             |       |
|  |             |             |    |             |             |       |
|  |             |             |    |             | 5 d'octubre |       |
|  |             |             |    |             | Espanya     | 71    |
|  |             | Itàlia      | 66 |             |             |       |
|  |             |             |    |             |             |       |
|  |             |             |    |             |             |       |
|  |             |             |    |             | Tercer lloc |       |
|  | 4 d'octubre | 4 d'octubre |    | 5 d'octubre | 5 d'octubre |       |
|  | Itàlia      | 78          |    | Bulgària    | 92          |       |
|  | Hongria     | 60          |    |             | Hongria     | 48    |

### Eliminatòries del 9è al 12è lloc
|  | Semifinals  | Semifinals  |    |             | Final       | Final |
|  |             |             |    |             |             |       |
|  | 4 d'octubre |             |    |             |             |       |
|  | Grècia      | 95          |    |             |             |       |
|  | Israel      | 62          |    |             |             |       |
|  |             |             |    |             |             |       |
|  |             |             |    |             | 5 d'octubre |       |
|  |             |             |    |             | Grècia      | 81    |
|  |             | Romania     | 87 |             |             |       |
|  |             |             |    |             |             |       |
|  |             |             |    |             |             |       |
|  |             |             |    |             | Tercer lloc |       |
|  | 4 d'octubre | 4 d'octubre |    | 5 d'octubre | 5 d'octubre |       |
|  | Romania     | 95          |    | Israel      | 92          |       |
|  | Suècia      | 84          |    |             | Suècia      | 83    |

## Medaller
|                |            |                |
| Unió Soviètica | Iugoslàvia | Txecoslovàquia |

## Classificació final[3]
| 1. - Unió Soviètica |
| 2. - Iugoslàvia     |
| 3. - Txecoslovàquia |
| 4. - Polònia        |
| 5. - Espanya        |
| 6. - Itàlia         |
| 7. - Bulgària       |
| 8. - Hongria        |
| 9. - Romania        |
| 10. - Grècia        |
| 11. - Israel        |
| 12. - Suècia        |

## Trofeus individuals

### Millor jugadorMVP[4]
| MVP                         |
| Unió Soviètica Sergei Belov |

### Màxims anotadors del campionat
|   | Jugador                    | Punts per partit | Punts | Partits jugats |
| - | -------------------------- | ---------------- | ----- | -------------- |
| 1 | Grècia Georgios Kolokithas | 23,0             | 161   | 7              |
| 2 | Suècia Jorgen Hansson      | 21,1             | 148   | 7              |
| 3 | Polònia Edward Jurkiewicz  | 20,3             | 142   | 7              |
| 4 | Romania Ekehardt Jekely    | 18,4             | 129   | 7              |
| 5 | Espanya Clifford Luyk      | 18,1             | 127   | 7              |

## Plantilla dels 4 primers classificats
Medalla d'or: Unió Soviètica} Sergei Belov, Alexander Belov, Modestas Paulauskas, Gennadi Volnov, Priit Tomson, Anatoly Polivoda, Zurab Sakandelidze, Vladimir Andreev, Aleksander Kulkov, Aleksander Boloshev, Sergei Kovalenko, Vitalij Zastuchov (Entrenador: Alexander Gomelsky)
Medalla d'argent: Iugoslàvia Krešimir Ćosić, Ivo Daneu, Nikola Plećaš, Vinko Jelovac, Damir Šolman, Rato Tvrdić, Ljubodrag Simonović, Trajko Rajković, Dragutin Čermak, Dragan Kapičić, Vladimir Cvetković, Zoran Maroević (Entrenador: Ranko Žeravica)
Medalla de bronze: Txecoslovàquia Jiri Zidek Sr., Vladimir Pistelak, Jiri Zednicek, Frantisek Konvicka, Jiri Ruzicka, Jiri Ammer, Jan Bobrovsky, Robert Mifka, Karel Baroch, Jiri Konopasek, Petr Novicky, Jan Blazek (Entrenador: Nikolaj Ordnung)
Quart lloc: Polònia Bohdan Likszo, Edward Jurkiewicz, Boleslaw Kwiatkowski, Wlodzimierz Trams, Andrzej Seweryn, Grzegorz Korcz, Waldemar Kozak, Henryk Cegielski, Jan Dolczewski, Marek Ladniak, Adam Niemiec, Krzysztof Gula (Entranador: Witold Zagorski)